# Leporinus octofasciatus
Leporinus octofasciatus és una espècie de peix de la família dels anostòmids i de l'ordre dels caraciformes.

## Morfologia
- Els mascles poden assolir 23,5 cm de llargària total.[4][5]

## Alimentació
Menja plantes.

## Hàbitat
Viu en zones de clima tropical.

## Distribució geogràfica
Es troba a Sud-amèrica: Argentina, conca del riu Paranà al Brasil i riu Cubatão (Santa Catarina, Brasil).